# Horsens Avis
Horsens Avis var et dansk dagblad, der blev udgivet i Horsens fra 1828. 
Politisk var avisen konservativ og var tilknyttet Højre fra partiet blev stiftet. Avisen havde monopol i byen frem til grundlæggelsen af Horsens Folkeblad i 1866 og fra 1898 Horsens Social-Demokrat. Den øgede konkurrence om dagbladslæserne betød en nedgang i oplaget for Horsens Avis. Det lykkedes aldrig at vende udviklingen, og i 1961 gik avisen ind. 